# Hostinec U koťátek
Hostinec U koťátek je československý komediální televizní seriál vzniklý v produkci Československé televize, která jej také v roce 1971 vysílala. Šestidílný seriál natočil režisér Evžen Sokolovský podle scénáře Miloslava Stehlíka. Pojednává o příhodách z každodenního života osobitých postaviček, obyvatel české vesnice, kteří se pravidelně scházejí v centru zdejšího dění, v hostinci U koťátek.

## Příběh
Ve střediskové obci na českém venkově žijí zdejší obyvatelé své běžné venkovské životy. Muži jsou pravidelnými návštěvníky zdejšího podniku – hostince U koťátek, který vede dobrosrdečná šenkýřka společně se svými dvěma dcerami, jež chce provdat. Jejich manželky se místo toho pravidelně scházejí na svých akcích v kulturním domě. Funkcionáři místního národního výboru řeší novou chystanou zástavbu, předseda zdejšího JZD má zase starosti s přijímáním nových pracovníků. Poklidný život obyvatel vsi může narušit pouze nově přistěhovaná známost, stávka kozla či záhadný střelec.

## Obsazení
- Ladislav Pešek jako Václav Burda, bývalý dragoun
- Zdeněk Řehoř jako František „Francek“ Voráček
- Josef Větrovec jako Bohouš, předseda JZD
- Čestmír Řanda jako Alois „Lojza“ Hrouda, předseda MNV
- Ladislav Křiváček jako Ludvík Lála, zvaný Bezručka
- Božena Böhmová jako šenkýřka
- Miriam Hynková jako Manka, servírka a dcera šenkýřky
- Jana Drbohlavová jako Anka, servírka a dcera šenkýřky
- Bohuš Záhorský jako Malina, zvaný Koumák
- Vlasta Jelínková jako Pivoňková
- Libuše Havelková jako Božena „Božka“, manželka předsedy JZD
- Josef Bláha jako Jakub Pecka, kovář
- Helena Malehová jako Marie „Maruš“ Fialková, agronomka
- Věra Budilová jako Blažena „Bláža“ Hořejší, prodavačka
- Jana Dítětová jako Horáková, zvaná Horajda

## Produkce
Po populárních Třech chlapech v chalupě z let 1961–1964 je Hostinec U koťátek druhým československým televizním seriálem z venkovského prostředí. Dramaturgové Československé televize oslovili dramatika Miloslava Stehlíka, který ve druhé polovině roku 1969 napsal cyklus šesti komedií ze současné vesnice. Režisér Evžen Sokolovský do svého prvního seriálu obsadil množství herců, v čele s Ladislavem Peškem, Bohušem Záhorským, Zdeňkem Řehořem a Ladislavem Křiváčkem coby štamgasty hostince U koťátek. Natáčení v produkci Československé televize a Krátkého filmu Praha probíhalo v roce 1971. Hudbu k seriálu složil Jiří Srnka.

## Vysílání
Seriál Hostinec U koťátek uvedla Československá televize na I. programu od října do prosince 1971. První díl nebyl tehdy odvysílán, pořad byl uváděn od druhého dílu, který měl premiéru 9. října 1971. Další následovaly ve dvoutýdenní periodě, takže závěrečná část byla odvysílána 4. prosince 1971. Seriál byl zařazen do večerního vysílání v hlavním vysílacím čase, začátky jednotlivých dílů o délce od 36 do 53 minut byly v nepravidelných časech v rozmezí od 20.20 hodin do 22.10 hodin.
Úvodní díl seriálu byl premiérově uveden 21. července 1995 při první repríze Hostince U koťátek, která ovšem neobsahovala pátou epizodu. Poprvé byl seriál kompletně odvysílán v roce 2020.

### Seznam dílů
| Č. v seriálu | Název              | Režie            | Scénář                                            | Datum premiéry     |
| ------------ | ------------------ | ---------------- | ------------------------------------------------- | ------------------ |
| 1            | Kozlí stávka       | Evžen Sokolovský | Miloslav Stehlík                                  | 21. července 1995  |
| 2            | Zápas o pohár      | Evžen Sokolovský | Miloslav Stehlík                                  | 9. října 1971      |
| 3            | Rodinní rádcové    | Evžen Sokolovský | námět: František Podlaha scénář: Miloslav Stehlík | 23. října 1971     |
| 4            | Insertka           | Evžen Sokolovský | Miloslav Stehlík                                  | 6. listopadu 1971  |
| 5            | Koťátka s kulturou | Evžen Sokolovský | Miloslav Stehlík                                  | 20. listopadu 1971 |
| 6            | Mandlové věnečky   | Evžen Sokolovský | Miloslav Stehlík                                  | 4. prosince 1971   |

## Přijetí
Komentář v deníku Lidová demokracie k prvnímu odvysílanému dílu „Zápas o pohár“ uvedl, že šlo především o anekdotický příběh s „přirozenými typy, humorně laděnými situacemi [a] přesně odpozorovaným prostředím“, a epizodu pochválil coby „zábavu, která je na obrazovkách vždy vítaným přínosem“. Autor textu v listu Průboj pochválil herecké představitele, kteří podle něj „podáv[ají] výtečné veseloherní výkony“, i scenáristu Stehlíka, který „psát umí“, i když po oslovení dramaturgy teprve „hled[al] a sbír[al] chuť psát pro televizi“. Po celém odvysílání pořadu ho v Průboji kritizoval Mojmír Strachota. Podle něj nebyla u seriálu zvládnutá dramaturgie, která neodpovídala názorům televizních diváků, neboť ti venkovští si na něj ve velkém množství stěžovali dopisy do Československé televize. Líbilo se mu obsazení, avšak herci podle něj neměli „dostatek vhodného prostoru k plnému vyniknutí“ a nedokázali vytvořit „v realistické podobě kladného či záporného hrdinu“ dle diváckých očekávání.